# Phrurolithus pennatus
Phrurolithus pennatus là một loài nhện trong họ Phrurolithidae.
Loài này thuộc chi Phrurolithus. Phrurolithus pennatus được Takeo Yaginuma miêu tả năm 1967.